# Unione Sportiva Pergolettese 1932 2018-2019
Questa voce raccoglie le informazioni riguardanti la Pergolettese nelle competizioni ufficiali della stagione 2018-2019.

## Divise e sponsor
Per la stagione 2018-2019 il fornitore tecnico è Sporteam, mentre lo sponsor ufficiale è Bowling Pegaso.
| 1ª divisa | 2ª divisa | 3ª divisa |

## Rosa
| N. |                           | Ruolo | Calciatore                 |
| -- | ------------------------- | ----- | -------------------------- |
|    | Italia (bandiera)         | P     | Andrea Chiovenda           |
|    | Italia (bandiera)         | P     | Lorenzo Lancini            |
|    | Italia (bandiera)         | P     | Simone Stucchi             |
|    | Costa d'Avorio (bandiera) | D     | Aboubakar Bakayoko         |
|    | Italia (bandiera)         | D     | Alessandro Fabbro          |
|    | Italia (bandiera)         | D     | Gabriele Fanti             |
|    | Italia (bandiera)         | D     | Luca Villa                 |
|    | Italia (bandiera)         | D     | Matteo Lucenti             |
|    | Italia (bandiera)         | D     | Matteo Manfroni            |
|    | Italia (bandiera)         | C     | Alessandro Cazzamalli      |
|    | Italia (bandiera)         | C     | Alessio Manzoni (capitano) |
|    | Canada (bandiera)         | C     | Billy Ofori Bitihene       |
|    | Italia (bandiera)         | C     | Giorgio Schiavini          |

| N. |                   | Ruolo | Calciatore           |
| -- | ----------------- | ----- | -------------------- |
|    | Italia (bandiera) | C     | Leonardo Muchetti    |
|    | Italia (bandiera) | C     | Mattia Piras         |
|    | Italia (bandiera) | C     | Michel Panatti       |
|    | Italia (bandiera) | C     | Marcello Sonzogni    |
|    | Italia (bandiera) | C     | Luca Viola           |
|    | Italia (bandiera) | A     | Elia Bortoluz        |
|    | Italia (bandiera) | A     | Riccardo Bozzi       |
|    | Italia (bandiera) | A     | Stefano Franchi      |
|    | Italia (bandiera) | A     | Mattia Morello       |
|    | Italia (bandiera) | A     | Gullit Asante Okyere |
|    | Italia (bandiera) | A     | Pio Francesco Russo  |
|    | Italia (bandiera) | A     | Nicolò Sofia         |
|    | Italia (bandiera) | A     | Joseph Stroppa       |

## Calciomercato

### Sessione estiva (dall'1/7 al 31/8)
| Acquisti | Acquisti              | Acquisti     | Acquisti      |
| R.       | Nome                  | da           | Modalità      |
| -------- | --------------------- | ------------ | ------------- |
| P        | Lorenzo Lancini       | Brescia      | svincolato    |
| P        | Simone Stucchi        | Renate       | prestito      |
| D        | Aboubakar Bakayoko    | Darfo Boario | svincolato    |
| D        | Alessandro Fabbro     |              | svincolato    |
| D        | Gabriele Fanti        | Atalanta     | prestito      |
| D        | Matteo Lucenti        | Darfo Boario | svincolato    |
| D        | Matteo Manfroni       | Juventus     | prestito      |
| D        | Luca Villa            | Renate       | svincolato    |
| C        | Alessandro Cazzamalli | Renate       | svincolato    |
| C        | Andrea Moriggi        | Offanenghese | fine prestito |
| C        | Leonardo Muchetti     | Darfo Boario | svincolato    |
| C        | Giorgio Schiavini     | Fano         | svincolato    |
| C        | Luca Viola            | Cremonese    | svincolato    |
| A        | Fatih Ademi           | Darfo Boario | svincolato    |
| A        | Elia Bortoluz         | Pro Patria   | svincolato    |
| A        | Riccardo Bozzi        | Novara       | svincolato    |
| A        | Stefano Franchi       | Piacenza     | svincolato    |
| A        | Francesco Pio Russo   | Inter        | svincolato    |
| A        | Nicolò Sofia          | Renate       | svincolato    |
| A        | Joseph Stroppa        | Sancolombano | prestito      |

| Cessioni | Cessioni           | Cessioni           | Cessioni      |
| R.       | Nome               | a                  | Modalità      |
| -------- | ------------------ | ------------------ | ------------- |
| P        | Giuseppe Ghirlandi |                    | svincolato    |
| P        | Paolo Guerreschi   | Codogno            | svincolato    |
| P        | Riccardo Leoni     | Sancolombano       | fine prestito |
| D        | Alessandro Baggi   | Sondrio            | svincolato    |
| D        | Matteo Brero       | Spezia             | svincolato    |
| D        | Matteo Contini     |                    | fine carriera |
| D        | Gabriele Premoli   | Fanfulla           | svincolato    |
| C        | Alberto Boschetti  | Rezzato            | svincolato    |
| C        | Samuele Dragoni    | Trento             | svincolato    |
| C        | Alex Guerci        | Ciliverghe Mazzano | svincolato    |
| C        | Andrea Moriggi     |                    | svincolato    |
| C        | Filippo Peri       | Cremonese          | fine prestito |
| C        | Claudio Poesio     | Folgore Caratese   | svincolato    |
| A        | Fatih Ademi        | Adrense            | prestito      |
| A        | Stefano Fantinato  | Luparense          | svincolato    |
| A        | Carlo Ferrario     | Modena             | definitivo    |
| A        | Davide Rossi       | Adrense            | svincolato    |

### Operazioni successive alla sessione estiva
| Acquisti | Acquisti | Acquisti | Acquisti |
| R.       | Nome     | da       | Modalità |
| -------- | -------- | -------- | -------- |

| Cessioni | Cessioni       | Cessioni     | Cessioni      |
| R.       | Nome           | a            | Modalità      |
| -------- | -------------- | ------------ | ------------- |
| A        | Joseph Stroppa | Sancolombano | fine prestito |

### Sessione di dicembre(dall'1/12 al 17/12)
| Acquisti | Acquisti             | Acquisti           | Acquisti   |
| R.       | Nome                 | da                 | Modalità   |
| -------- | -------------------- | ------------------ | ---------- |
| P        | Andrea Chiovenda     | Ciserano           | svincolato |
| C        | Billy Ofori Bitihene | Ciliverghe Mazzano | prestito   |

| Cessioni | Cessioni          | Cessioni        | Cessioni   |
| R.       | Nome              | a               | Modalità   |
| -------- | ----------------- | --------------- | ---------- |
| P        | Lorenzo Lancini   | Ciserano        | svincolato |
| C        | Marcello Sonzogni | Caravaggio      | svincolato |
| C        | Luca Viola        | Vigor Carpaneto | svincolato |
| A        | Riccardo Bozzi    |                 | svincolato |

### Sessione invernale(dall'1/1 al 31/1)
| Acquisti | Acquisti | Acquisti | Acquisti |
| R.       | Nome     | da       | Modalità |
| -------- | -------- | -------- | -------- |

| Cessioni | Cessioni | Cessioni | Cessioni |
| R.       | Nome     | a        | Modalità |
| -------- | -------- | -------- | -------- |

## Risultati

### Serie D

#### Girone d'andata
| Arbitro: | Restaldo (Ivrea) |

|                          |           |                                  |
| Guarino 11’ Mazzotti 47’ | Marcatori | 33’ (aut.) Guarino 75’ Schiavini |

| Arbitro: | Palmieri (Conegliano) |

|             |           |  |
| Franchi 14’ | Marcatori |  |

| Arbitro: | Longo (Cuneo) |

|             |           |  |
| Franchi 41’ | Marcatori |  |

| Arbitro: | Emmanuele (Pisa) |

|                                            |           |  |
| Spanò 16’, 20’ Zamparo 31’, 82’ Staiti 88’ | Marcatori |  |

| Arbitro: | Rispoli (Locri) |

|                        |           |            |
| Okyere 40’ Franchi 88’ | Marcatori | 14’ Sereni |

| Arbitro: | Gandolfo (Bra) |

|             |           |              |
| Carrozza 1’ | Marcatori | 64’ Bakayoko |

| Arbitro: | Capriuolo (Bari) |

|            |           |             |
| Okyere 74’ | Marcatori | 32’ Cestaro |

| Arbitro: | Finzi (Foligno) |

|                        |           |          |
| Cornaggia 90+5’ (rig.) | Marcatori | 7’ Piras |

| Arbitro: | Vergaro (Bari) |

|                                                                       |           |                       |
| Franchi 12’ Okyere 30’, 57’ Morello 61’ Bortoluz 88’ Cazzamalli 90+3’ | Marcatori | 34’ Zanoni 41’ Laribi |

| Arbitro: | Djurdjevic (Trieste) |

|             |           |                                      |
| Minelli 80’ | Marcatori | 4’ Muchetti 64’ Franchi 85’ Bortoluz |

| Arbitro: | Cosseddu (Nuoro) |

|                                    |           |                |
| Fabbro 26’ Morello 42’ Franchi 63’ | Marcatori | 67’ Dall'Agata |

| Crema 25 novembre 2018, ore 14:30 CET 12ª giornata | Crema                      | 0 – 0 | Pergolettese | Stadio Giuseppe Voltini\| Arbitro: \| Catanoso (Reggio Calabria) \| |
| Arbitro:                                           | Catanoso (Reggio Calabria) |       |              |                                                                     |

| Arbitro: | Taricone (Perugia) |

|                          |           |             |
| Morello 43’ Muchetti 66’ | Marcatori | 90’ Barwuah |

| Arbitro: | Rinaldi (Messina) |

|               |           |                         |
| Anastasia 30’ | Marcatori | 36’ Muchetti 42’ Okyere |

| Arbitro: | Iacobellis (Pisa) |

|                                                     |           |              |
| Cazzamalli 26’ Russo 42’ Morello 59’ Sofia 82’, 89’ | Marcatori | 86’ Franzoni |

| Arbitro: | Bertini (Lucca) |

|                           |           |           |
| Ferrario 15’ Baldazzi 72’ | Marcatori | 90’ Piras |

| Arbitro: | Tomasi (Lecce) |

|                                    |           |  |
| Okyere 28’, 80’ Franchi 50’ (rig.) | Marcatori |  |

#### Girone di ritorno
| Arbitro: | Paolucci (Lanciano) |

|                              |           |             |
| Franchi 5’ (rig.) Okyere 35’ | Marcatori | 12’ Gasperi |

| Arbitro: | Bracaccini (Macerata) |

|  |           |                          |
|  | Marcatori | 52’ Cazzamalli 89’ Russo |

| Arbitro: | Gullotta (Siracusa) |

|             |           |                                                |
| Zagnoni 26’ | Marcatori | 48’ (rig.) Franchi 75’ Muchetti 90+5’ Bitihene |

| Arbitro: | Cavaliere (Paola) |

|             |           |  |
| Morello 19’ | Marcatori |  |

| Arbitro: | Dallapiccola (Trento) |

|  |           |              |
|  | Marcatori | 90+3’ Okyere |

| Arbitro: | Zucchetti (Foligno) |

|                                              |           |                 |
| Villa 20’ Piras 47’ Bortoluz 69’ Russo 90+4’ | Marcatori | 7’ Mastrototaro |

| Arbitro: | Monaco (Termoli) |

|  |           |              |
|  | Marcatori | 20’ Bortoluz |

| Arbitro: | Grasso (Ariano Irpino) |

|  |           |              |
|  | Marcatori | 56’ Monopoli |

| Arbitro: | Costanza (Agrigento) |

|           |           |                         |
| Rossi 12’ | Marcatori | 16’ Franchi 78’ Morello |

| Arbitro: | Bracaccini (Macerata) |

|                                                    |           |          |
| Bortoluz 39’ (rig.) Villa 45’ Russo 69’ Okyere 87’ | Marcatori | 1’ Mauri |

| Ravenna 24 marzo 2019, ore 14:30 CET 28ª giornata | Classe             | 0 – 0 | Pergolettese | Stadio comunale\| Arbitro: \| Taricone (Perugia) \| |
| Arbitro:                                          | Taricone (Perugia) |       |              |                                                     |

| Arbitro: | Emmanuele (Pisa) |

|                          |           |  |
| Bakayoko 14’ Panatti 45’ | Marcatori |  |

| Pavia 7 aprile 2019, ore 15:00 CEST 30ª giornata | Pavia          | 0 – 0 | Pergolettese | Stadio Pietro Fortunati\| Arbitro: \| Catani (Fermo) \| |
| Arbitro:                                         | Catani (Fermo) |       |              |                                                         |

| Arbitro: | Catanoso (Reggio Calabria) |

|                       |           |            |
| Okyere 6’ Morello 19’ | Marcatori | 49’ Tunesi |

| Arbitro: | Zucchetti (Foligno) |

|                          |           |             |
| Triglia 15’ Franzoni 73’ | Marcatori | 81’ Panatti |

| Arbitro: | Giaccaglia (Jesi) |

|              |           |                           |
| Bortoluz 40’ | Marcatori | 7’ Oyndamola 38’ Ferrario |

| Arbitro: | Galipò (Firenze) |

|             |           |                            |
| Iroanya 66’ | Marcatori | 11’ Franchi 48’ Cazzamalli |

#### Spareggio promozione
| Arbitro: | Emmanuele (Pisa) |

|                     |           |                         |
| Bortoluz 30’ (aut.) | Marcatori | 14’ Morello 38’ Franchi |

### Poule scudetto
| Arbitro: | Bianchini (Terni) |

|                         |           |               |
| Bortoluz 16’ Okyere 39’ | Marcatori | 52’ Benedetti |

| Arbitro: | Morabito (Taurianova) |

|                              |           |             |
| Tola 16’ Cappellini 23’, 53’ | Marcatori | 46’ Panatti |

| Arbitro: | Nicolini (Brescia) |

|                                       |           |  |
| Di Paolantonio 22’, 78’ Ciotola 90+5’ | Marcatori |  |

### Coppa Italia Serie D
| Arbitro: | Turrini (Firenze) |

|  |           |                 |
|  | Marcatori | 24’, 45’ Fabbro |

| Arbitro: | Baronti (Pistoia) |

|                                                         |                      |                                                           |
| Scotto 17’ Ekuban 28’                                   | Marcatori            | 6’ (rig.) Bortoluz 62’ (aut.) Borghetto                   |
| Cecchi Ferrari Yeboah Minincleri Scotto Giacinti Buxton | Tiri di rigore 6 – 5 | Schiavini Manzoni Panatti Piras Bortoluz Bakayoko Morello |

## Statistiche

### Statistiche di squadra
| Competizione          | Punti | In casa | In casa | In casa | In casa | In casa | In casa | In trasferta | In trasferta | In trasferta | In trasferta | In trasferta | In trasferta | Totale | Totale | Totale | Totale | Totale | Totale | DR  |
| Competizione          | Punti | G       | V       | N       | P       | Gf      | Gs      | G            | V            | N            | P            | Gf           | Gs           | G      | V      | N      | P      | Gf     | Gs     | DR  |
| --------------------- | ----- | ------- | ------- | ------- | ------- | ------- | ------- | ------------ | ------------ | ------------ | ------------ | ------------ | ------------ | ------ | ------ | ------ | ------ | ------ | ------ | --- |
| Serie D               | 73    | 17      | 14      | 1       | 2       | 40      | 14      | 17           | 8            | 6            | 3            | 28           | 18           | 34     | 21     | 10     | 3      | 60     | 27     | +33 |
| Spareggio Primo Posto |       | 1       | 1       | 0       | 0       | 2       | 1       | 0            | 0            | 0            | 0            | 0            | 0            | 1      | 1      | 0      | 0      | 2      | 1      | +1  |
| Poule Scudetto        |       | 1       | 1       | 0       | 0       | 2       | 1       | 2            | 0            | 0            | 2            | 1            | 6            | 3      | 1      | 0      | 2      | 3      | 7      | -4  |
| Coppa Italia Serie D  |       | 0       | 0       | 0       | 0       | 0       | 0       | 2            | 1            | 1            | 0            | 4            | 2            | 2      | 1      | 1      | 0      | 4      | 2      | +2  |
| Totale                | 73    | 19      | 16      | 1       | 2       | 44      | 16      | 21           | 9            | 7            | 5            | 33           | 26           | 40     | 24     | 11     | 5      | 69     | 37     | +32 |

### Andamento in campionato
| Giornata  | 1 | 2 | 3 | 4 | 5 | 6 | 7 | 8 | 9 | 10 | 11 | 12 | 13 | 14 | 15 | 16 | 17 | 18 | 19 | 20 | 21 | 22 | 23 | 24 | 25 | 26 | 27 | 28 | 29 | 30 | 31 | 32 | 33 | 34 |
| --------- | - | - | - | - | - | - | - | - | - | -- | -- | -- | -- | -- | -- | -- | -- | -- | -- | -- | -- | -- | -- | -- | -- | -- | -- | -- | -- | -- | -- | -- | -- | -- |
| Luogo     | T | C | C | T | C | T | C | T | C | T  | C  | T  | C  | T  | C  | T  | C  | C  | T  | T  | C  | T  | C  | T  | C  | T  | C  | T  | C  | T  | C  | T  | C  | T  |
| Risultato | N | V | V | P | V | N | N | N | V | V  | V  | N  | V  | V  | V  | P  | V  | V  | V  | V  | V  | V  | V  | V  | P  | V  | V  | N  | V  | N  | V  | P  | P  | V  |
| Posizione | 8 | 4 | 3 | 8 | 2 | 5 | 5 | 5 | 2 | 2  | 2  | 3  | 2  | 2  | 2  | 2  | 2  | 2  | 1  | 1  | 1  | 1  | 1  | 1  | 1  | 1  | 1  | 1  | 1  | 1  | 1  | 1  | 2  | 2  |

Legenda:

Luogo: C = Casa; T = Trasferta. Risultato: V = Vittoria; N = Pareggio; P = Sconfitta.